# (4465) Rodita
(4465) Rodita (1969 TD5) – planetoida z pasa głównego asteroid okrążająca Słońce w ciągu 3,81 lat w średniej odległości 2,44 j.a. Odkryta 14 października 1969 roku.